# Matías Moroni
Matías Moroni (Buenos Aires, 29 marzo 1991) è un rugbista a 15 argentino, che gioca prevalentemente nei ruoli di tre quarti centro o di tre quarti ala.
Dal 2020 milita nel Leicester.

## Biografia
Formatosi nelle giovanili del C.U.B.A., con la cui prima squadra esordì nel Torneo URBA del 2011, due anni più tardi si aggiudicò tale campionato, che il C.U.B.A. non vinceva da 43 anni, marcando l'unica meta nella finale contro l'Hindú.
Ancora con il C.U.B.A. si aggiudicò il Nacional de Clubes 2014, anche se non riuscì a vincere a fine anno la seconda finale URBA consecutiva.
Nel 2015 vinse la Pacific Rugby Cup con la selezione professionistica dei Pampas XV
Tra il 2016 e il 2020 militò nella franchigia argentina dei Jaguares con cui militò 5 stagioni in Super Rugby con la finale nel 2019 come risultato d'eccezione; un anno più tardi si trasferì in Inghilterra a Leicester.
A livello internazionale giovanile disputò con l'U-20 il mondiale 2011 di categoria.
Debuttò in nazionale maggiore nel giugno del 2014 contro la Scozia nel corso del tour dei britannici in Sudamerica; un anno più tardi fu tra i convocati alla Coppa del Mondo di rugby 2015, in cui i Pumas giunsero fino al quarto posto.
Nel 2016 partecipò con l'Argentina a 7 al torneo rugbistico olimpico di Rio de Janeiro, giungendo al quinto posto finale.
Un infortunio a una spalla, tra il 2017 e il 2018, gli fece saltare parte della stagione sia di club che internazionale ma tornò in pianta stabile un anno più tardi, disputando sia tutto il Championship che, soprattutto, la successiva Coppa del Mondo di rugby 2019.
Nel corso del torneo iridato scese in campo in tutte le partite disputate dalla sua nazionale segnando una meta contro l'Inghilterra.

## Palmarès
- Nacional de Clubes: 1
CUBA: 2014
- Campionati URBA: 1
CUBA: 2013
- Pacific Rugby Challenge : 1
Pampas XV: 2015